# Rotonda (Italia)
Rotonda (Rutunna nel dialetto locale) è un comune italiano di 3 116 abitanti della provincia di Potenza in Basilicata. Nel comune è ubicata la sede istituzionale del Parco Nazionale del Pollino e il suo territorio è attraversato dal fiume Lao che dopo circa 60 km sfocia nel mar Tirreno. È il comune più meridionale della Basilicata.

## Geografia fisica

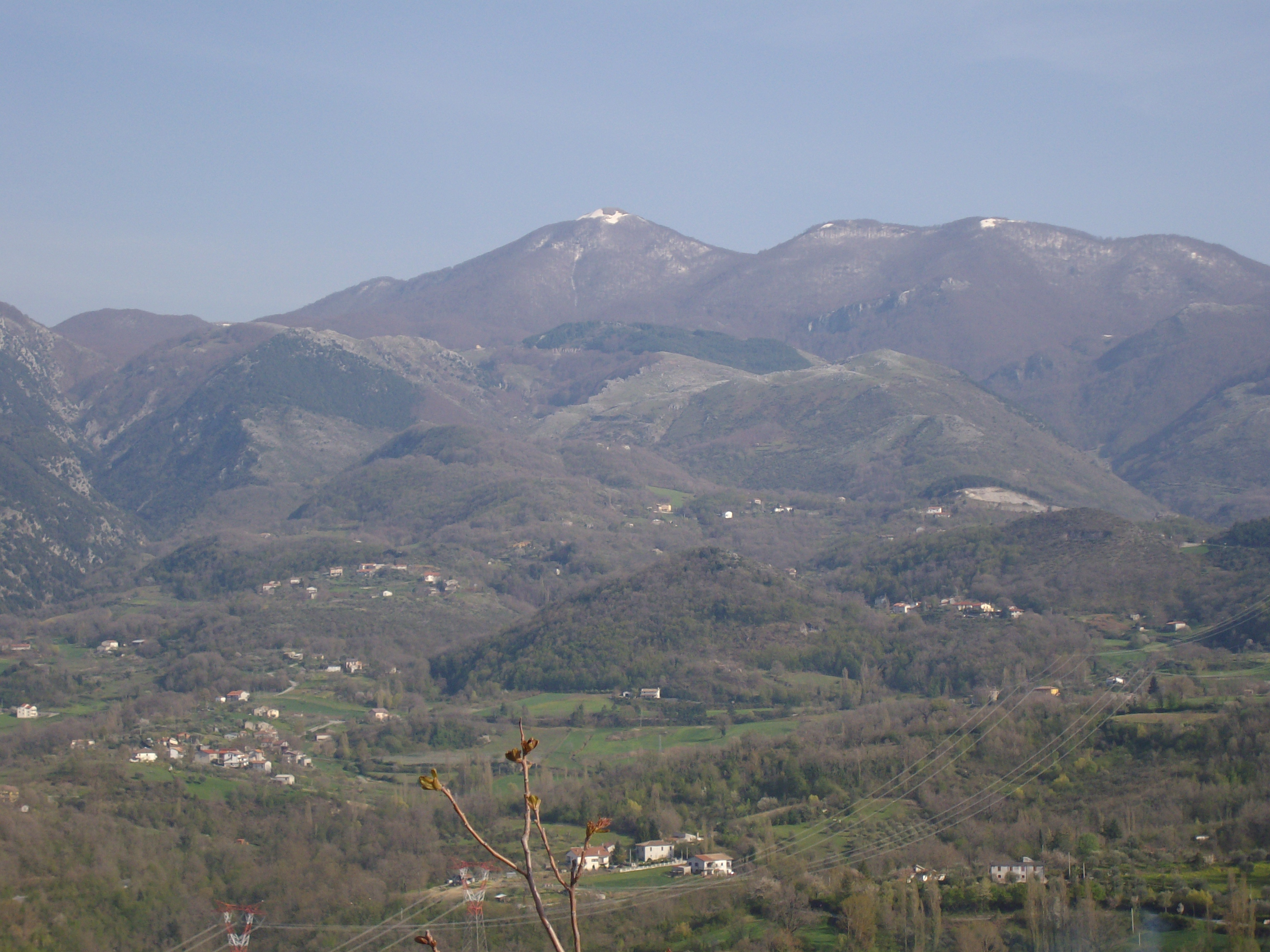
Vista dei monti intorno a Rotonda

Rotonda è situata ad un'altitudine di 580 m s.l.m. all'estremità meridionale della provincia di Potenza, al confine con la Calabria. Confina a nord e ad est con il comune di Viggianello, a sud con Morano Calabro (CS) e Mormanno (CS), e ad ovest con Laino Castello (CS) e Laino Borgo (CS). Si trova nel cuore del Parco nazionale del Pollino, nella valle del Mercure, e comprende nel suo territorio montagne che arrivano ad un'altitudine massima di 1919 m s.l.m. Fa parte della Comunità montana Lagonegrese.
La valle in cui è situata Rotonda appartiene all'era mesozoica e neozoica.
Avanti a tali epoche in era quaternaria, la valle era un antico lago pleistocenico e quando le acque cominciarono a ritirarsi, defluendo verso il mare, si formò l'attuale valle del Mercure.
Il centro storico di Rotonda sorge su uno scoglio calcareo che faceva parte dell'antico lago, che si creò in seguito all'erosione.
Anche altre zone del paese hanno origine da uno scoglio di natura calcarea come a sud l'attuale frazione Acqua Nocella.

### Fiumi
I principali corsi d'acqua sono:
- Mercure
- Jannace
- Paraturo
- Mauro
- Schettino

Il più importante fra questi è il Mercure, lungo 51 km, che nasce a un'altitudine di 430 m nel comune di Viggianello, e attraversa Rotonda nella parte Nord per 2,5 km.
Il percorso del fiume continua in Calabria dove cambia il nome in Fiume Lao e sfocia nel Tirreno nei pressi di Scalea.

### Clima
In generale il clima è asciutto, l'aria dolce e salubre, d'inverno la temperatura scende sotto lo zero, anche se non comporta abbondanti nevicate in paese, pur essendo circondato da monti innevati durante tutto l'inverno.
Il vento di Libeccio provoca un'alta piovosità nel periodo da ottobre a febbraio, invece da giugno ad agosto si può godere di un ottimo clima dove la piovosità è minima.
La posizione nella valle del Mercure non rende Rotonda soggetta ad umidità perenni e nebbie sciroccali intense, che al contrario invadono la vallata.

### Fauna e flora
Anche se ormai a causa della caccia e del disboscamento, la fauna è diminuita, questa è composta da ricci, faine, volpi, scoiattoli e lepri.
Sono presenti, anche se più in zone estreme del paese, lupi e cinghiali, che in rari casi si sono addentrati nei centri abitati.
Il resto della fauna è composta da animali di comune allevamento come bovini, ovini, caprini, suini ed equini.
Anche se il disboscamento ne ha diminuito il numero i faggi costituiscono la maggior formazione forestale di Rotonda, che si va ad unire ad altre piante come le querce, i càrpini, i castagneti, ed i cerri.

## Storia

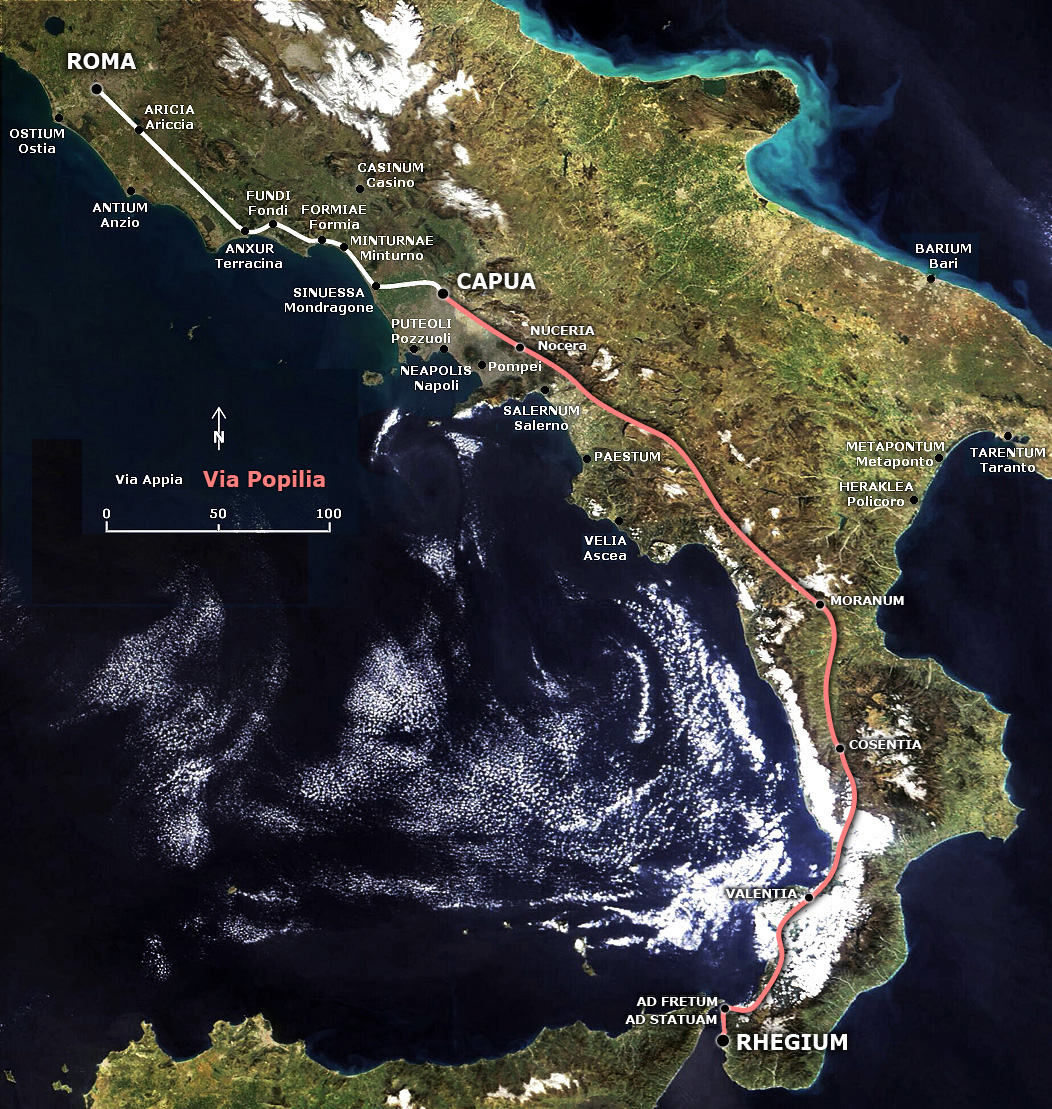
La via Popilia

### Periodo Prerinascimentale
La prima citazione del nome Rotonda compare in una pergamena del 1083, come attesta il Racioppi nel documento Tutta l'Italia et isole pertinenti ad essa. Il toponimo, secondo il geografo Leandro Alberti, deriva dalla disposizione delle case attorno al castello, situato su una collina che lo rendeva simile ad un unico blocco rotondo. È idea condivisa da molti storici anche se non comprovata, che Rotonda sia stata fondata sui resti dell'antica Nerulum, città d'epoca romana che era situata in un punto di incontro fra molte vie importanti come la Via Popilia.
Secondo altre fonti, invece, si pensa che Rotonda sia situata sui ruderi di Tebe Lucana, altra città d'epoca Romana.
Rotonda è citata anche in altri documenti, oltre a quello del Racioppi, come in una carta greca del 1117, nel cedolario del 1276-1277, relativo al Giustizierato di Basilicata e in alcuni documenti Angioini dove si parla di "Rotunda vallis Layni", per distinguerla da "Rotunda Maris" (l'attuale Rotondella).
La presenza di vie di comunicazione ne fece sin dalla nascita un centro ricco e prosperoso. Come avvenne per la maggior parte delle città del sud, Rotonda passò in varie mani dopo la caduta dell'Impero romano d'Occidente, cambiando spesso il suo aspetto, ma arricchendosi volta per volta, di architetture di vario stile, alcune delle quali arrivate fino ai giorni nostri. La data di nascita dell'attuale centro di Rotonda non è certa, ma si sa per certo che esisteva al tempo dei Longobardi di Salerno, e che fu conquistata insieme ai territori del Principato di Salerno da Roberto il Guiscardo, passando così sotto il dominio dei Normanni. Successivamente fu venduta dalla regina angioina Giovanna II di Napoli alla famiglia Scannasorece di Napoli, e a partire dal 1419 passò sotto il dominio dei Sanseverino.

### Rotonda e i Sanseverino

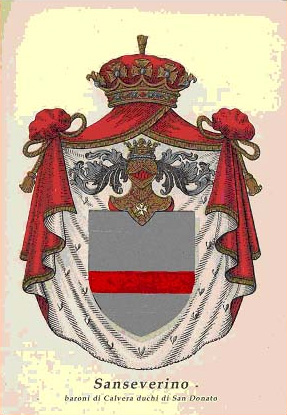
Stemma Sanseverino

Nel XVI secolo i Sanseverino raggiunsero il loro apice, possedendo terreni che si estendevano tra Salerno e la Calabria e tra il Tirreno e lo Ionio.
Rotonda naturalmente faceva parte di questi possedimenti, ed è grazie a ciò che documenti riguardanti l'Università di Rotonda (ovvero Comune di Rotonda), sono arrivati a noi.
I "Capitoli" stipulati tra Bernardino Sanseverino, principe di Bisignano, e l'Università di Rotonda, sono custoditi nell'archivio di Stato di Napoli ("Capitoli" stipulati tra il 1495 e il 1507), dove i rappresentanti della cittadina chiedevano ai feudatari:
Alla fine del XVI secolo, dopo che un ramo della famiglia Sanseverino ebbe degli scontri con il viceré Pedro de Toledo, parte dei territori che comprendevano la Basilicata e la parte settentrionale della Calabria, passarono in mano di Nicolò Bernardino Sanseverino (1554-1606), figlio di Pietro Antonio Sanseverino, questo periodo segnò la parabola discendente della famiglia Sanseverino.
Nicolò, per via della sua inadeguatezza, non gestì in maniera ottimale l'eredità lasciatagli dal padre, e quindi fu interdetto e la Camera della Sommaria ordinò la compilazione di documenti contenenti il censimento di tutte le proprietà della famiglia. In questi documenti è citata anche Rotonda:
All'inizio del XVII secolo, dopo la morte di Nicolò avvenuta nel 1606, Rotonda fu acquistata (1622) da Ferrante Sanseverino conte di Saponara, sempre appartenente sempre alla stessa famiglia.

### Il XVIII secolo
Nel 1735 Carlo III di Spagna divenne Re di Napoli e Sicilia, e l'anno successivo chiese di stilare un manoscritto dove veniva descritta la provincia della Basilicata. La relazione riguardante Rotonda, fu stilata e inviata all'allora sindaco Carlo di Lorenzo e riportava queste informazioni:
Sul documento era presente il sigillo di Rotonda che raffigurava una torre che sovrasta su tre colline il fiume Mercure che vi scorre sotto, e due angioletti al di sopra della torre. Il simbolo è rimasto pressoché uguale oggi, tranne i due angioletti che non vi compaiono più.
Un'altra descrizione di Rotonda era presente nel Catasto onciario del 1753, redatto dal sindaco Francesco Iannino e dagli eletti (assessori) Giuseppe La Polla (o L'Apolla), Tommaso Rinaldi e il cancelliere Giuseppe Presta.
In quest'altro documento si apprende che la sede del comune era sita in strada San Francesco, e in più vi era presente un fornito elenco di chiese e cappelle, oltre alla chiesa Madre e al Santuario di Santa Maria, in quell'anno come: le cappelle di Santa Maria delle Grazie, di San Michele Arcangelo, di Santa Maria Mater Dei, di Santa Maria Maddalena, di Sant'Onofrio, di Santa Maria di Costantinopoli, del Santissimo Rosario e della Santissima Trinità, oltre a diverse cappelle rurali sparse nel territorio circostante.

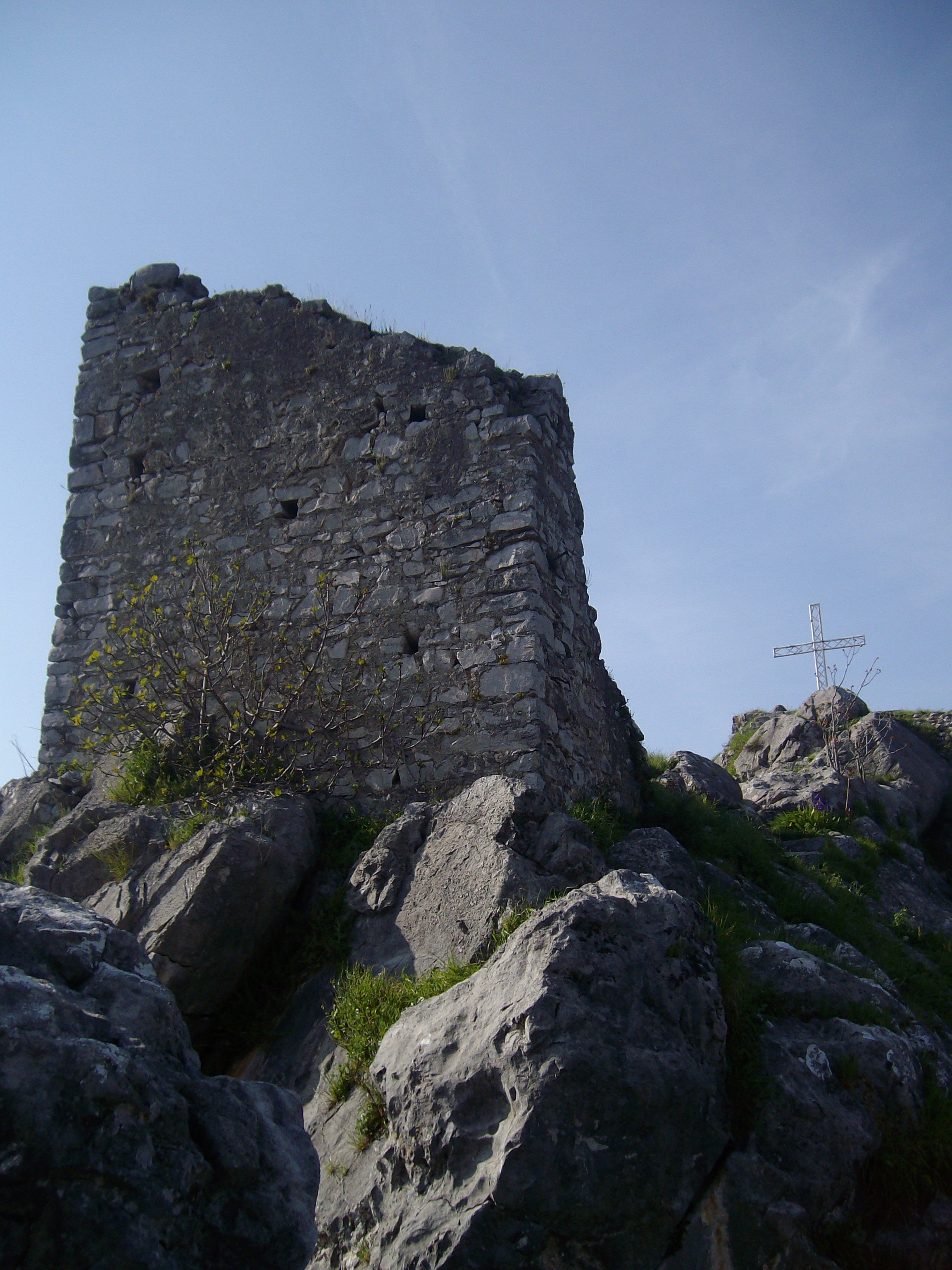
Ruderi del castello

Altre informazioni che si apprendono dal catasto, vengono dalle parole del parroco di quell'anno, don Giuseppe Angelo Cantisani, che stilava il censimento per "fuochi", gruppi famigliari, dove si deduce che la popolazione a quel tempo ammontava a 1 500 abitanti.
Alla fine del XVIII secolo la popolazione ebbe un sostanzioso incremento, che la portò a 2 500 abitanti, questo incremento fu dovuto al fatto che Rotonda era una terra di passaggio che portava in Calabria, e quindi cominciò a sviluppare alcune attività commerciali.
In quegli anni Rotonda cominciò ad acquisire l'odierno aspetto, in quanto gli abitanti cominciarono a spostarsi dall'antico centro, e fu costruita l'attuale chiesa Madre sulla strada che portava da Castelluccio a Morano, creando così un nuovo centro urbanistico. La precedente chiesa Madre, che sorgeva ai piedi del castello e ancora oggi presente, fu affidata alla confraternita del Rosario, prendendone così il nome che conserva ancora oggi; in più fu edificata un'altra chiesa intitolata a Sant'Antonio, il patrono del paese.
Durante la seconda metà del XVIII secolo, cominciarono i lavori per la costruzione della strada che doveva collegare Napoli a Reggio Calabria; questi lavori riguardarono anche la strada che attraversava Rotonda, che quindi ne cominciò a portare benefici, perché venne sostituita la vecchia strada sassosa che collegava Lauria a Morano.
L'edificazione di questa strada non fu semplice, basta pensare che il solo tratto che collegava Castelluccio a Rotonda richiese la costruzione di nove ponti.
Nel 1792 l'abate Giuseppe Maria Galanti, si fermò a Rotonda e nel suo diario descrisse così il paesino:

### Il XIX secolo e Garibaldi
Fra il 1799 e il 1806 Rotonda come tutta la zona intorno della Basilicata e Calabria, fu teatro di scontri (moti repubblicani) fra l'esercito sanfedista e quello francese.
La zona di Rotonda era giudicata un punto strategico, per via delle sue caratteristiche territoriali, che la rendevano un punto invalicabile da parte delle truppe provenienti dalla Calabria.
L'ufficiale dell'esercito borbonico, Domenico Colella, paragona le valli del Pollino alle Termopili degli Spartani definendole "Le Termopili delle Calabrie". Con la vittoria da parte di Napoleone, finisce l'era del feudalesimo, segnando così la fine del dominio dei Sanseverino anche a Rotonda.
La fine di questi moti fece riaprire i cantieri dei lavori della strada, che erano stati chiusi, ricominciando a portare benefici nella zona. Nel 1826 da Rotonda fu di passaggio anche il botanico Luigi Petagna, che rimase colpito dalla piazza e che descriveva così:
Rotonda fu l'unico paese della Basilicata ad ospitare Giuseppe Garibaldi, che vi sostò il 2 settembre 1860, prima di partire da una spiaggia di Maratea per Sapri.
L'eroe fu ospitato a casa della famiglia Fasanelli (ora di proprietà degli eredi del Comm. Vincenzo Tancredi), che per ricambiarne l'ospitalità regalò alla famiglia un grande medaglione di cui oggi si ignora la sorte.
Garibaldi arrivò a Rotonda il 2 settembre con la colonna del Generale Cosenza, reduce dalla conquista della Sicilia e della Calabria, ed era diretto verso Napoli, in vista dello scontro con l'esercito di Francesco II. A sbarrargli la strada, anche se in ritirata, a Castelluccio era presente un contingente di 3.000 soldati borbonici agli ordini del Generale Caldarelli.
Quindi decise di fermarsi nel comune del Pollino per la notte fra il 2 e il 3 settembre, accolto da don Bonaventura de Rinaldis e ospite della famiglia della vedova di Berardino Fasanelli.
Garibaldi aveva pensato di raggiungere la costa tirrenica costeggiando il fiume Lao-Mercure, ma don Bonaventura gli fece cambiare idea facendolo passare per vie interne.
Fu lo stesso don Bonaventura a inviare un messaggio segreto per avvertire il sindaco di Tortora, don Biagio Maceri, dell'arrivo dell'eroe nel comune calabrese. La figlia di don Bonaventura, Filomena, era sposata con il figlio del sindaco di Tortora, Francesco Maceri.
In piena notte Garibaldi lasciò Rotonda, con sei uomini a seguito, e seguendo le indicazioni di don Bonaventura e di un contadino incontrato per strada arrivò a Tortora alle 10 e 30 del 3 settembre.

### Simboli
Blasonatura dello stemma concesso con decreto del presidente della Repubblica del 30 marzo 2004:
Il gonfalone civico consisteva in un drappo di color rosso, la concessione del 2004 ne prevede uno «di bianco con la bordatura di azzurro».

## Monumenti e luoghi d'interesse

### Santuario di Santa Maria della Consolazione
Situato ad 1 km dal paese in direzione sud, verso le ultime propaggini dei monti, è una costruzione imponente risalente al periodo bizantino e ricostruita nel 1558 in segno di ringraziamento alla Madonna, apparsa in quel luogo ad una pastorella, dopo un lungo periodo di epidemie che aveva colpito il paese. Conserva una bella statua in marmo della Madonna risalente al 1512 che lascia presupporre un culto mariano preesistente alla costruzione del Santuario. Importanti inoltre il portale di ingresso in pietra e due bassorilievi tondi del seicento in marmo con decorazioni di intagli lignei dorati.
Una descrizione di questo Santuario si può trovare nello Zodiaco di Maria, scritto da padre Serafino Montorio nel 1715 e dove descrive il santuario così:

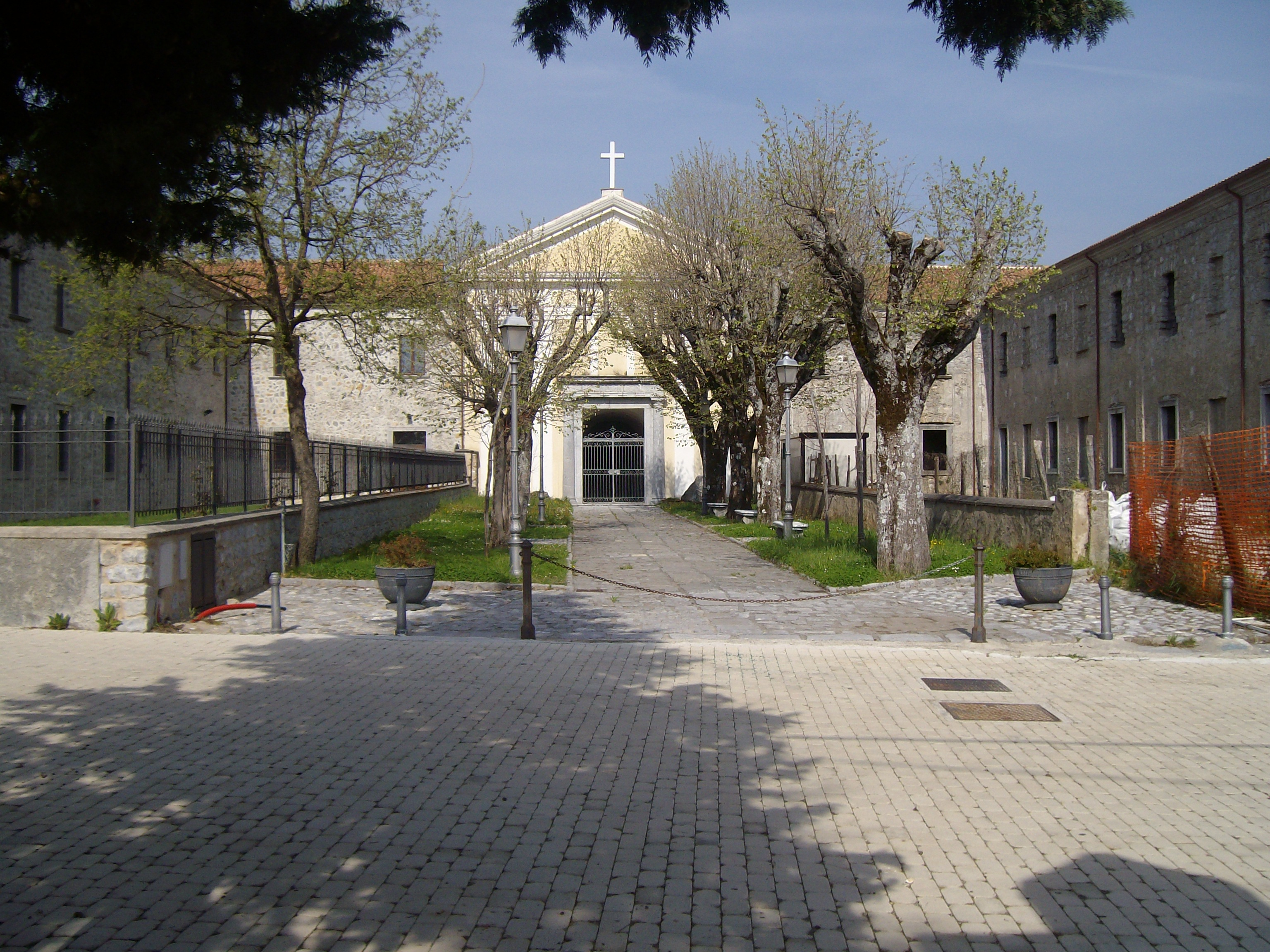
Entrata del Santuario

Il santuario per un breve periodo, tra la fine del Settecento e l'inizio del secolo successivo, accolse anche un orfanotrofio, e successivamente accolse anche il seminario diocesano.
Attualmente una parte del santuario, è stata adibita a sede del Parco nazionale del Pollino.
Un evento degno di nota, che coinvolse il santuario, fu il trafugamento da parte di ignoti dell'antica statua del 1512 della Madonna della Consolazione, la notte del 7 ottobre 1976.
La statua fu trovata solo quattro anni dopo, ad Arezzo a Villa Wanda, abitazione del capo della P2 Licio Gelli, il quale cambiò l'aspetto della statua per non farla riconoscere.
Il ritrovamento fu possibile grazie ad un articolo su Epoca, un settimanale che pubblicò delle foto del giardino di Licio Gelli, e grazie a queste un rotondese riconobbe la statua.
Prima di far ritorno a Rotonda la statua, per ordine del Ministero delle Belle Arti, fu esposta a Castel Sant'Angelo fino al 3 ottobre 1981.

### Chiesa del Santissimo Rosario
Risalente al XII-XIII secolo, situata nel centro storico ai piedi del castello baronale, fu la prima chiesa madre di Rotonda.
Inizialmente era intitolata alla Natività della Beata Vergine, come l'attuale chiesa madre, ma in seguito allo spostamento del centro urbanistico fu affidata alla confraternita del Rosario, dal quale ne prende l'attuale nome.

### Chiesa madre
Intitolata alla Natività di Maria Vergine, fu costruita all'inizio del XVIII secolo per via della nuova urbanizzazione del paese, permettendo così la nascita dell'attuale centro di Rotonda.
I lavori iniziarono nel 1743, sui resti di una cappella di origini medioevali, grazie all'elargizione di 150 ducati annui da parte del Santuario di Santa Maria della Consolazione.
I lavori andarono avanti fino al 1806, quando si fermarono per mancanza di fondi e la chiesa per una trentina d'anni rimase senza pavimentazione, senza i vetri dei 18 finestroni, con la cupola incompiuta e il campanile ancora da edificare.
Nel 1819 il vescovo di Cassano scrisse al Ministero degli Affari Ecclesiastici di Napoli sollecitando l'erogazione dei fondi, per poter ultimare l'opera, da allora si mise in moto la macchina burocratica di cui si può tener traccia solo fino al 1830, da quella data rimane ignoto quando siano arrivati i fondi.
Gli affreschi risalgono al 1836, a testimonianza che comunque anche se molto lentamente i lavori andavano avanti lo stesso, e addirittura la consacrazione della chiesa è datata al 1810.
Documenti della fine del XIX secolo fanno emergere che nel 1893 i lavori vengono affidati dal clero di Rotonda all'ingegnere Biagio Arcieri di Castelluccio Inferiore, e spunta fuori anche la data del 1894 come inizio dei lavori del campanile.
Il campanile secondo il progetto originario doveva essere molto più grande ma per via delle difficoltà sorte con l'allora proprietario del terreno adiacente, Andrea Tedeschi, si dovette ridimensionare il progetto. Il campanile ospitava 4 campane di cui 3 più piccole recavano la data 1818 mentre la più grande aveva la scritta: 
Tra il 1916 e il 1924 sul lato sinistro fu edificata la Cappella del Sacro Cuore, costruita anche grazie alla questua dei fedeli, mentre gli affreschi vennero ultimati nel 1926 da Giuseppe Mambelli da Salerno.
Negli anni cinquanta avvennero gli ultimi sostanziali lavori sulla chiesa Madre, che videro edificare la torre civica con l'orologio ancora oggi in funzione e visibile dalla piazza.

### Chiesa di Sant'Antonio
Edificata nel XVIII secolo dagli adepti della Confraternita di Sant'Antonio, la chiesa sorge a pochi passi dalla Chiesa Madre, nelle vicinanze della piazza Vittorio Emanuele III. La facciata frontale presenta nella parte superiore 3 nicchie, dove in quella centrale è custodita la statua del santo patrono. Sul lato della chiesa è presente una torre campanaria che termina con una cupola orientaleggiante. All'interno la chiesa è a navata unica con l'altare a muro ricoperto di marmi e sovrastato da un tabernacolo.

### Palazzo Tancredi
Dimora nobiliare appartenuta alla famiglia Fasanelli, e secondo fonti storiche vecchia sede della Pretura di Rotonda, è situata in corso Garibaldi, intitolato così proprio perché il condottiero vi passò e soggiornò in questa dimora il 2 settembre 1860.
Oggi è divenuta di proprietà degli eredi del comm. Vincenzo Tancredi.

### Altri monumenti e luoghi d'interesse
- Grotta dell'eremita, detta anche "del Brigante" in località Scaldacane
- I ruderi del castello: edificato da Carlo I d'Angiò su una struttura normanna sveva, nel XV secolo fu dimora della famiglia Sanseverino di Bisignano, all'epoca signori del paese.
- Piazza Vittorio Emanuele III: circondata da bei palazzi, è il cuore del paese, nasce in seguito alla costruzione della chiesa Madre.
- Palazzo Amato: edificato nel XIX secolo, è stato sede dell'Ente Parco nazionale del Pollino. Rilevanti sono il portale ed il camino in pietra.
- Palazzo dei Cataldi (secoli XIX-XX) con portale in pietra in stile bugnato del XIX secolo.
- Palazzo de Tedeschi (secoli XVII-XVIII) con portale in marmo in stile bugnato del XVIII secolo.
- Palazzo Di Sanzo: edificato nel 1866,con portale in pietra calcarea del 1896,è affacciato sulla piazza di Rotonda. In precedenza era denominato Palazzo Caldora-Fasanelli dal nome della casata dei Baroni.
- Molino ad acqua in località Zircoli.
- Ruderi di una fornace per la produzione di mattoni e ciramilli (coppi) in località Fratta e Fiumara.
- Filanda a mano: situata nel centro del paese attorno all'anno 1880 e successivamente trasformata in semiautomatica attorno al 1930.
- Chiesa di San Carlo Borromeo
- Cappella di Sant'Onofrio
- Cappella del Carmine
- Cappella di Sant' Andrea
- Cappella di San Nicola
- Cappella di Santa Maria Materdei
- Cappella di San Francesco d'Assisi
- Cappella di Santa Maria di Costantinopoli
- Cappella di San Francesco da Paola
- Cappella del Purgatorio
- Cappella di San Bonaventura
- Cappella del Monaco
- Cappella di Santa Maria delle Grazie
- Cappella di Santa Maria

## Società

### Evoluzione demografica
Abitanti censiti

### Lingue e dialetti
Il dialetto locale appartiene all'area arcaica calabro-lucana, poiché Rotonda è situata nell'area detta anche Lausberg o Mittelzone.
Presenta alcune similarità con le parlate campane e calabresi, inoltre alcune parole derivano dal greco.
Di seguito sono riportate alcune parole del dialetto.
- Alcune parole derivate dal latino:

crai (domani), musca (mosca), vetto (bastone), sartania (padella), ciràsa (ciliegia), "ciràsu" (ciliegio), luta (sporcizia),
pirramàre (bastonare), pinnìni (andare verso giù).
- Alcune parole derivate dal greco:

arrassare (allontanare, spostare), cofano (cesto di vimini), catòio (magazzino), grattugghiare (solleticare), grasta (coccio di tegola), mbruscinare (sporcarsi per terra rotolando), ngogna (angolo), ngignare (incominciare), chiancato (soffitta), tannu (allora temporale), scuitato (tranquillo).
- Alcune parole derivate dal francese:

simmana (settimana), buffetta (tavola), pulitu (grazioso), accattare (comprare da "acheter").

## Cultura

### Musei
A Rotonda è presente il Museo paleontologico e naturalistico del Pollino, il quale ospita i resti di un Elephas antiquus italicus e di un Hippopotamus antiquus, entrambi ritrovati in località Calorie.
Il primo fu trovato casualmente nel 1982 durante degli scavi, l'esemplare risalirebbe al Pleistocene medio-superiore, dunque fra i 400 000 e i 700 000 anni fa. L'esemplare è alto 4 metri e lungo 6 comprese le zanne, le quali da sole misurano 2,70 metri.
Il secondo reperto ritrovato, ovvero l'Hippopotamus antiquus, fu scoperto solo nel 2006, durante gli scavi che ormai vanno avanti dal 1982.
L'attuale sede del museo si trova in via Roma nell'edificio delle ex scuole elementari appositamente ristrutturato.
Il 24 aprile 2009 è stato donato al comune, un plastico ferroviario del modellista milanese Giordano Taverna, scomparso nel 1999.
Il plastico che è conservato nel Museo, è stato messo in funzione e automatizzato da Giuseppe Petrosillo.

### Gli scalpellini

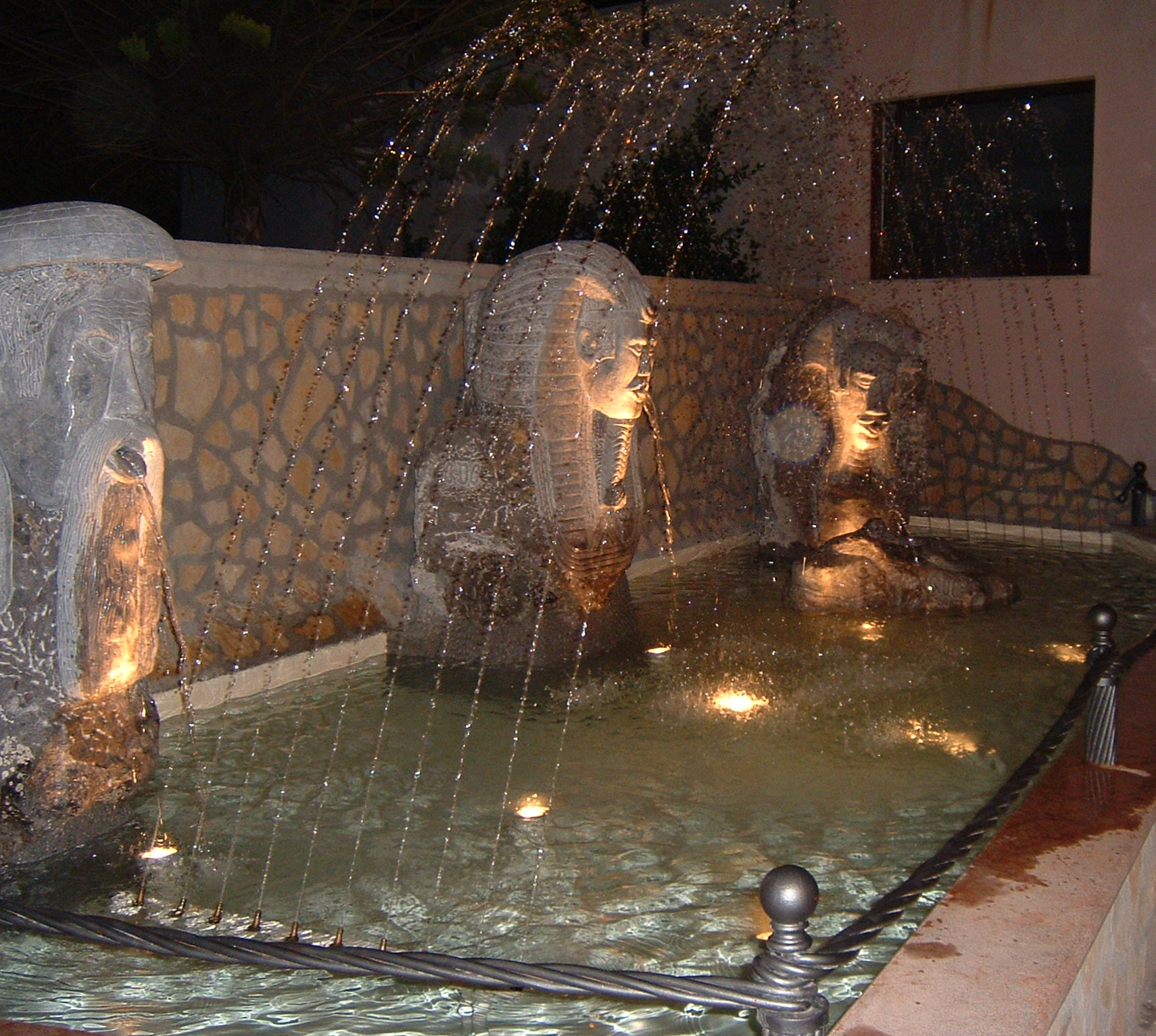
Opera del maestro G. Di Consoli alle spalle del comune

Rotonda può vantare una scuola di maestri scalpellini, tradizione di cui si può avere una prima documentazione testimoniata dal portale del santuario della Madonna della Consolazione risalente già al 1574.
All'interno del santuario possiamo trovare una statua marmorea raffigurante Dio Padre, realizzata da Antonio Di Jacovo, detto "Sanzetta", nato a Rotonda nel 1776. Oltre all'opera del "Sanzetta", il santuario ospita anche un'acquasantiera con forme romaniche datata 1843.
Altre opere degli scalpellini locali si trovano in tutto il paese, come stanno a testimoniare i numerosi portali presenti sulle facciate delle abitazioni. Opere degne di nota sono soprattutto due portali, quello di palazzo De Rinaldis (XVII-XVIII secolo) e quello di palazzo Amato (XVIII), tutti e due realizzati in marmo.
Ancora oggi a Rotonda è presente uno scalpellino tuttora in attività, Giuseppe Di Consoli, allievo di due degli ultimi scalpellini rotondesi dell'inizio del 900, Carmine Nogaretto e Giuseppe Bianco.
Giuseppe Di Consoli si avvicinò all'arte scultorea verso la fine degli anni 50, osservando i due scalpellini rotondesi (C. Nogaretto e G. Bianco), all'opera all'aria aperta sotto ulivi nei pressi di Rotonda. Da quegli insegnamenti con l'aggiunta di un breve periodo passato al nord Italia, stando a contatto con scultori lombardi, l'ultimo scalpellino rotondese ha appreso i segreti di questa antica tecnica, avvalendosi dell'utilizzo di pietra locale, ottima per le sculture.
In tutto il paese sono presenti sue opere come le numerose fontane da cui sgorga acqua freschissima.

### Festa patronale di Sant'Antonio
L'origine di questa festività ha radici nel XIII secolo, dove si narra che il santo passò per Rotonda e fece sosta nei boschi del Pollino, più precisamente in località Marolo, accampandosi sotto un abete.
Diversi anni dopo nello stesso punto un bovaro, che stava pascolando i suoi buoi, inciampò e cadde in un burrone, la tradizione vuole che il bovaro invocò il santo che gli apparve e lo salvò. Una volta fatto ritorno a casa raccontò l'accaduto in paese, e per rendere omaggio al santo per il miracolo, cominciarono a recarsi annualmente in quel posto per abbattere un abete e offrirlo in onore del Santo protettore. Da allora questa tradizione è ancora viva tutt'oggi.
I festeggiamenti sia dal lato religioso che da quello civile hanno una durata di circa 15 giorni ma raggiunge il suo apice fra l'8 e il 13 giugno, giorno quest'ultimo dedicato al santo. La finalità di questo rito è il "matrimonio arboreo" tra la punta di un abete "a rocca" e un enorme faggio "a pitu" (che in origine era anch'esso un abete, infatti il dialetto ne conserva il nome). Questo matrimonio sta a simboleggiare la conseguente fecondità.
Nella notte tra l'8 e il 9 i componenti del gruppo della "rocca" chiamati i "roccaioli" si ritrovano in località Santa Maria, presso il santuario della Madonna della Consolazione, dove partono per recarsi verso i boschi del Parco nazionale del Pollino. L'abete che diventerà "a rocca" viene scelto in precedenza la seconda domenica di maggio, e una volta tagliato viene portato in località "Vacquarro", dove rimane fino a quando non avviene il matrimonio con il faggio "a pitu". Contemporaneamente l'altro gruppo "i pitaioli" si recano nelle vicinanze di piano Pedarreto (nel cuore del parco nazionale a quota 1350 m s.l.m.) dove si trova il faggio, anch'esso già scelto in precedenza la prima domenica di maggio, e dove la mattina del 9 viene abbattuto pulito dai rami, dalla corteccia e squadrato.
L'evento successivo si svolge l'11 giugno dove "a pitu" viene trainata da "13 paricchi", ovvero 13 coppie di buoi ed aiutata negli spostamenti dai "pannulari" (la "pannula" è un ramo di faggio lavorato in modo tale per favorire gli spostamenti della "pitu" quando viene trainata dai buoi) fino a Piano Pedarreto dove si unisce alla "rocca". Da qui dopo la messa, che viene celebrata ai piedi della statua del santo, situata su piano Pedarreto, inizia il corteo arboreo, dove ad accompagnare "a pitu" e "a rocca" si aggiungono "i porfiche", alcune decine di faggi più piccoli sfrondati e lisciati, trasportati da un solo "paricchio" ciascuno.
Il percorso del corteo arboreo, che porta verso il paese, è lungo circa 9 km, ed è accompagnato da canti, balli e bevute di buon vino con altre vettovaglie. Il corteo si ferma durante la serata dell'11 in località "Puzzicelli", dove i componenti dei vari gruppi ("pitu", "rocca" e "porfiche") si fermano per la notte.
Il mattino successivo si riprende il corteo, che nel pomeriggio si incontra con le autorità locali in località Santa Maria, e da lì tutti insieme si raggiunge la piazza del paese che è gremita di gente in attesa del corteo. Una volta arrivato in piazza e dopo il discorso del parroco e del sindaco, "a pitu" viene innalzata a spalla, dove sull'enorme albero cammina "u Capurale da pitu", viene rimessa per terra e portata davanti al comune dove passa la notte.
La mattina del 13 avviene l'ultimo atto di questa intensissima festa, dove viene innalzato l'albero a fianco al comune, posto nel quale rimane fino al primo sabato di maggio.

## Geografia antropica
Rotonda comprende, oltre al nucleo centrale del paese, 7 contrade e 38 frazioni.
Le contrade sono:

Cozzo Fratta, Fratta, Malita, Mescio, Montagna di Basso, Spinazzo, Case Sparse.
Invece le frazioni sono:

Acqua Nocella, Barone, Bovile, Calcirello, Calorie, Capo d'Acqua, Cassaneto, Castellano, Castanitello, Ciponzio, Cotura, Daniele, Fiumara, Fratta, Gaglione, Giardini, Ianni La Barba, Lori, Madonna delle Grazie, Malita, Mostenzo, Patricone, Piano dell'Incoronata, Piedi Le Coste, Piè Valle, Ponte Cornuto, Porcile, Puzzicelli, Scaldacane, San Giovanni, San Lorenzo, Santa Maria, Schettino, Serra, Servie, Sitongia, Valli, Zircoli

## Economia

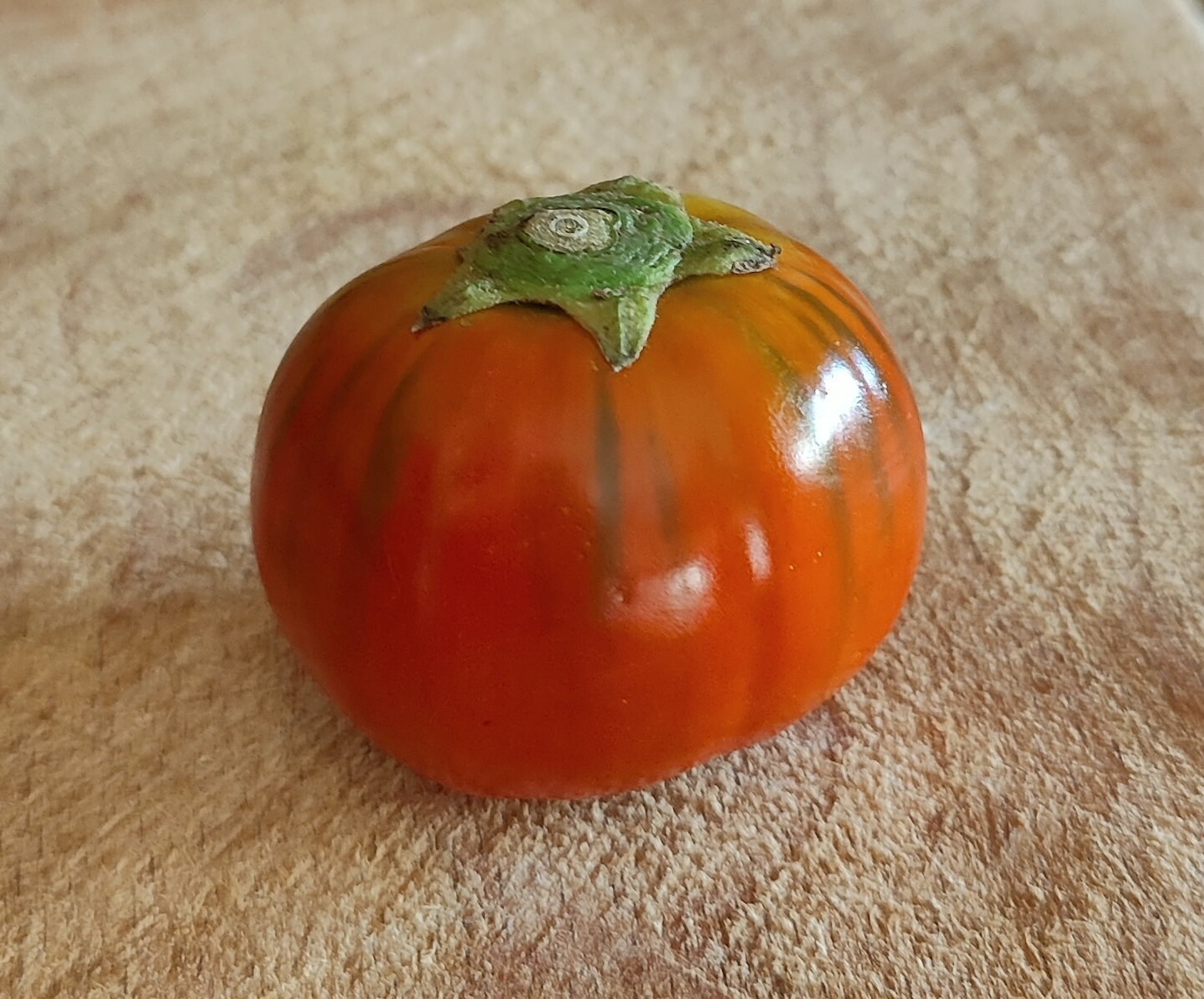
Melanzana rossa di Rotonda

L'economia di Rotonda si basa principalmente sul turismo, legato al Parco nazionale del Pollino, e sull'agricoltura, molto fiorente e con prodotti di alta qualità.
I vari riconoscimenti dei prodotti tipici di Rotonda come la Melanzana Rossa o il Fagiolo poverello, contribuiscono alla crescita dell'economia del piccolo centro, riscuotendo un certo successo sui turisti.
In questi ultimi anni nel centro lucano sono sorte molte artività imprenditoriali, grazie a giovani imprenditori che hanno deciso di investire nel loro paese natio, dove è possibile degustare prodotti locali di alta qualità (vinerie, ristoranti, pasticcerie).

### Prodotti tipici
- Melanzana rossa (Solanum aethiopicum), che ha ottenuto il riconoscimento DOP.
- Fagiolo poverello (Phaseolus vulgaris), che ha ottenuto il riconoscimento DOP.
- Pomodoro costoluto.
- Olio extravergine di oliva (miglior extravergine d'oliva della Basilicata nel 2005).
- Padraccio, formaggio prodotto con latte ovino e caprino, prodotto agroalimentare tradizionale della Basilicata.

## Infrastrutture e trasporti

### Strade
- uscite autostradali autostrada A3 o E45 (Karesuando ↔ Gela) per Rotonda: Lauria Sud, Laino, Mormanno e Campotenese
- SS 19 collega Rotonda a Castelluccio e Mormanno
- Strada provinciale del Pollino
- Strada provinciale 28 Calabra

## Amministrazione
| Periodo        | Periodo        | Primo cittadino   | Partito      | Carica  | Note   |
| -------------- | -------------- | ----------------- | ------------ | ------- | ------ |
| 12 giugno 2004 | 8 giugno 2009  | Giovanni Pandolfi | Lista civica | Sindaco | [ 17 ] |
| 8 giugno 2009  | 26 maggio 2014 | Giovanni Pandolfi | Lista civica | Sindaco | [ 17 ] |
| 26 maggio 2014 | 27 maggio 2019 | Rocco Bruno       | Lista civica | Sindaco | [ 17 ] |
| 27 maggio 2019 | 9 giugno 2024  | Rocco Bruno       | Lista civica | Sindaco | [ 17 ] |
| 9 giugno 2024  | in carica      | Rocco Bruno       | Lista civica | Sindaco | [ 17 ] |

## Sport

### Calcio
La principale squadra di calcio del comune è l'A.S.D. Rotonda Calcio che milita nel campionato di Seconda Categoria. La squadra ha partecipato a otto edizioni del campionato di Serie D, ultima delle quali nella stagione 2023-2024.